# Vuelo 140 de China Airlines
El vuelo 140 de China Airlines era un vuelo regular entre el Aeropuerto Internacional de Taiwán Taoyuan (Taipéi, Taiwán) con destino al Aeropuerto de Nagoya en Nagoya, Japón. El 26 de abril de 1994, el Airbus A300 B4-622R estaba completando un vuelo y estaba aproximándose al aeropuerto de Nagoya, cuando, justo antes de aterrizar, los pilotos cometieron varios errores que resultaron en una entrada en pérdida y que el avión se acabara estrellando contra el suelo muriendo casi todos los pasajeros.
Fue el desastre aéreo más grave de 1994.

## Accidente

Ubicación de los pasajeros en el vuelo 140 de China Airlines.

El 26 de abril de 1994, el Airbus A300 estaba completando una aproximación de rutina cuando, justo antes de aterrizar en el aeropuerto de Nagoya, el primer oficial movió sin querer la palanca del sistema TOGA (Takeoff/Go-around o Despegue/motor al aire) que eleva la posición del acelerador a la misma que en el despegue.
El piloto Wang Lo-chi (Chino: 王樂琦; pinyin: Wáng Lèqí) y el copiloto Chuang Meng-jung (莊孟容; Zhuāng Mèngróng) trataron de corregir la situación al reducir manualmente las válvulas reguladoras y empujando el control hacia abajo. El piloto automático actuó en contra de estos movimientos (como está programado cuando se activa el TOGA), aumentando bruscamente el ángulo de ataque. El ángulo del avión y la disminución de la velocidad, llevó a una entrada en pérdida. Con una altitud insuficiente para recuperarse de la situación, el avión se estrelló provocando la muerte de 264 (15 tripulantes y 249 pasajeros) de los 271 (15 tripulantes y 256 pasajeros) que estaban a bordo. Todos los pasajeros que sobrevivieron al accidente estaban sentados en las filas 7 a 15.
El accidente que destruyó la aeronave (entregada menos de 3 años antes, en 1991), se atribuyó a un error de la tripulación por su equivocación para corregir los controles, así como a la velocidad del aire.
Hasta la fecha, este accidente sigue siendo el más mortífero en la historia de China Airlines, y el segundo accidente de aviación más mortal en suelo japonés, detrás del vuelo 123 de Japan Airlines. También, es el tercer peor accidente en la historia de los Airbus A300 después del vuelo 655 de Iran Air y superado después por el vuelo 587 de American Airlines con 265 víctimas mortales.

## Pasajeros
La mayoría de los pasajeros eran de origen taiwanés y japonés; 153 japoneses y 101 taiwanés estaban en el vuelo. La mayoría de los pasajeros japoneses regresaban a sus hogares al terminar sus paquetes turísticos.

## Cronología del vuelo
El vuelo despegó del Aeropuerto Internacional de Taiwán Taoyuan a las 16:54 hora local de Taiwán, con destino al Aeropuerto Internacional de Nagoya y transcurrió sin incidentes, con una velocidad de crucero de 465 km/h y un nivel de vuelo de 33.000 pies (11.000 metros). El descenso comenzó a las 19:47, y el avión pasó la radiobaliza exterior a las 20:12. A sólo 3 millas náuticas (5,6 km) del umbral de la pista a 1.000 pies (300 m) el avión se estabilizó durante unos 15 segundos y continuaron descendiendo hasta unos 500 pies (150 m), donde había dos ráfagas de empuje, haciendo que el avión levantara la nariz a un ángulo crítico. La velocidad aerodinámica cayó rápidamente y el avión entró en pérdida de sustentación. El capitán tratá de nivelarlo jalando la columna hacia atrás, pero no tuvo éxito y el avión se estrelló a las 20:15:45. Uno de los sobrevivientes, Noriyasu Shirai, de 31 años declaró que la azafata dijo que se iban a estrellar inmediatamente después que se perdiera el control. Otro sobreviviente, Sylvanie Detonio, declaró el 27 de abril, que los pasajeros no recibieron ninguna advertencia antes del accidente.
El 27 de abril de 1994, las autoridades informaron que había diez supervivientes (incluyendo a un niño de 3 años de edad: un filipino, dos taiwaneses y un japonés también sobrevivieron. En total 10. El 6 de mayo de sólo siete quedaron con vida, entre ellos tres niños. Un médico expresó su sorpresa en respuesta a la supervivencia de dos de los niños.

## Procedimientos judiciales
Los fiscales japoneses se negaron a presentar cargos de negligencia profesional contra la alta dirección de la compañía aérea, ya que era «difícil de poner en duda la responsabilidad penal de los cuatro individuos porque los niveles de aptitud logrados a través de la formación en el portador fueron similares a los de otras compañías aéreas». Los pilotos no podían ser procesados ya que murieron en el accidente.
Una demanda fue presentada contra China Airlines y Airbus Industries en compensación por el accidente. En diciembre de 2003, el Tribunal de Distrito de Nagoya ordenó a China Airlines a pagar un total combinado de ¥ 5,000,000,000 a 232 personas. Airbus quedó liberada de toda responsabilidad. Algunos de los deudos y sobrevivientes consideraron que la compensación era insuficiente y volvieron a demandar a la aerolínea. Finalmente se llegó a un acuerdo en abril de 2007 cuando la aerolínea se disculpó por el accidente y proporcionó una compensación adicional.

## Actualización de software
Había habido una serie de incidentes con el A300-600R. Airbus la compañía fabricante del avión emitió un comunicado acerca del piloto automático y el TOGA, señalando que desde septiembre de 1993 estaba disponible una actualización y el avión que se había estrellado estaba programado para recibir la actualización. El avión no había recibido la actualización en el momento del accidente porque «China Airlines no pensaba que esas modificaciones eran de urgencia».

## Dramatización
El accidente se presentó en un episodio de la decimoctava temporada de Mayday: catastrofes aéreas titulado «Deadly Go-Round».